# Atractosteus
 Atractosteus  ist eine Gattung der Knochenhechte (Lepisosteidae), eine Gruppe ursprünglicher Knochenfische (Teleostei), die mit drei Arten in Nord- und Mittelamerika verbreitet ist. Atractosteus ist ein Bewohner der Süßgewässer, der Kubanische Knochenhecht (A. tristocheus) dringt jedoch auch in die Brackwasserzone der Flüsse vor.

## Merkmale
Von Lepisosteus, der anderen Gattung der Knochenhechte mit vier Arten, unterscheidet sich Atractosteus durch zwei Reihen vergrößerter Zähne je Kieferseite und ihre großen, verzweigten Kiemenreusen mit 59 bis 81 Strahlen am ersten Kiemenbogen. Auch ist der Körperbau kräftiger und die Schnauze kürzer und breiter.

## Systematik und Evolution

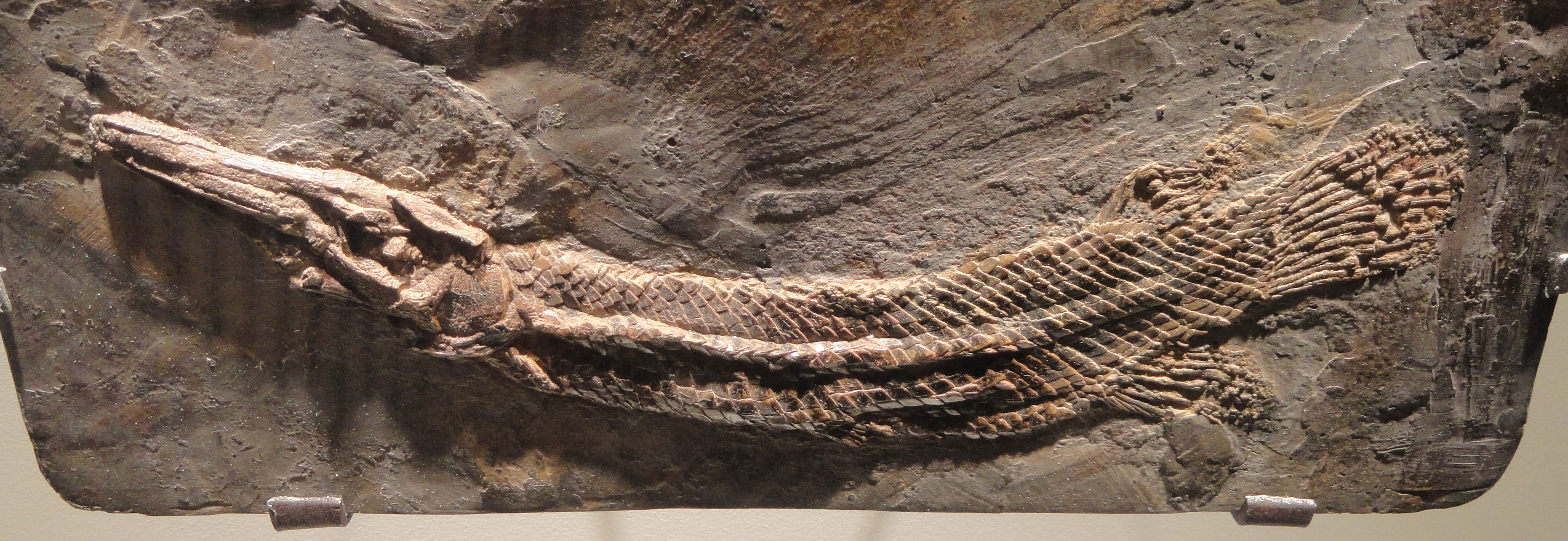
Fossil von A. kinkelini (Syn.: A. strausi) aus den mitteleozänen See-Ablagerungen der Grube Messel, ca. 48 bis 46 Millionen Jahre alt

Es sind drei rezente Arten der Gattung bekannt:
- Alligatorhecht (A. spatula) in Nordamerika mit bis etwa drei Metern Länge
- Kubanischer Knochenhecht (A. tristocheus) auf Kuba mit bis etwa zwei Metern Länge
- Tropischer Knochenhecht (A. tropicus) in Zentralamerika mit bis zu 125 Zentimetern Länge

Das Entstehung der Gattung wird auf die Zeit des späten Unterjura vor etwa 180 Millionen Jahre geschätzt. Fossilfunde sind aus Nordamerika, Europa, Asien und Afrika bekannt, die ältesten Zeugnisse im Fossilbericht stammen aus der frühen Kreidezeit Westafrikas vor etwa 135 Millionen Jahren.